# Singapura

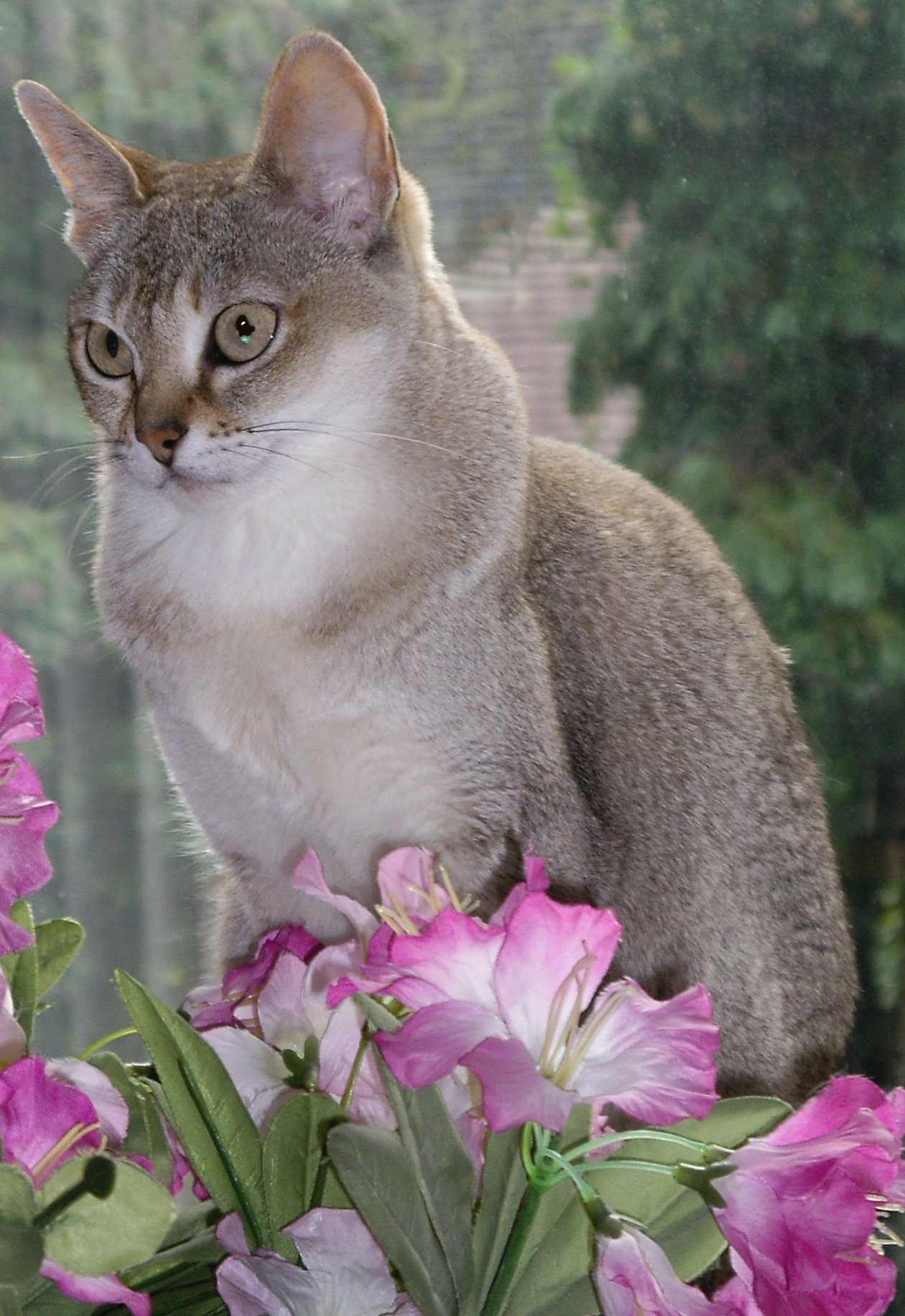
O pisică Singapura

Singapura este una dintre cele mai mici rase de pisici cunoscută datorită ochilor foarte mari. Prima atestare a fost făcută în anul 1970.

## Țara de proveniență
Pisicile Singapura (de Singapore) au apărut în Singapore.

## Boli
Singura boală a acestei rase este inerția uterină. Boala se manifestă prin incapacitatea femelei de a naște puiul/puii datorită musculaturii slăbite. Alte boli pot apărea ocazional.

## Caracteristici
- Greutate:
  - mascul: cca 3 kg
  - femelă: cca 2 kg
- urechile sunt mari, ușor ascuțite și profund scobite
- ochi mari, migdalați
- blană tigrată(dungată)